# Yehualtepec
Yehualtepec es una localidad del estado mexicano de Puebla. Es cabecera del municipio de Yehualtepec.

## Demografía
| Censo | Población |
| ----- | --------- |
| 1900  | 2186      |
| 1910  | 2122      |
| 1921  | 1481      |
| 1930  | 1695      |
| 1940  | 908       |
| 1950  | 1721      |
| 1960  | 2099      |
| 1970  | 2558      |
| 1980  | 3633      |
| 1990  | 5568      |
| 1995  | 6599      |
| 2000  | 5818      |
| 2005  | 6335      |
| 2010  | 6903      |
| 2020  | 7961      |